# Walter Kaiser (Pfarrer)
Walter Corneille Joseph Kaiser (* 22. Juni 1884 in Lößnitz; † 17. Juli 1967 in Dresden) war ein deutscher evangelischer Pfarrer und Häftling im KZ Dachau.

## Leben
Kaiser entstammte einer protestantischen Pfarrerfamilie. Sein Vater Karl Kaiser war Superintendent in Radeberg. Er sollte nicht verwechselt werden mit Pfarrer Georg Walter Kaiser, der Mitglied der Bekennenden Kirche war.
Nach dem Besuch der Volksschule erlangte er auf der Fürstenschule St. Afra seine Hochschulreife. Ab 1905 studierte er in Leipzig Philosophie und Evangelische Theologie. Nach der Ablegung des Ersten Theologischen Examens war er ein halbes Jahr als Hauslehrer auf Schloss Kuckuckstein tätig. 1911 legte er das Zweite Theologische Examen ab und wurde zum Pfarrer ordiniert. 1916 wurde er Pfarrer und später Oberpfarrer in Waldenburg (Sachsen). 1934 übernahm er die erste Pfarrstelle in der Gemeinde der Himmelfahrtskirche in Dresden-Leuben. Ende 1936 ersetzte er den „braunen“ Kirchenvorstand durch einen Ortskirchenausschuss, zu dem auch Reimer Mager gehörte. Besonders verübelte man ihm seinen aktiven Widerstand im August 1937 gegen die gewaltsame Übernahme des Kirchenregiments in Sachsen durch die Nationalsozialisten. Die Gestapo nahm ihn in „Schutzhaft“ und lieferte Kaiser am 30. Mai 1941 in das KZ Dachau ein, wo er dem Pfarrerblock zugeführt wurde.
Im April 1945 kehrte er in den Dienst seiner Kirchgemeinde zurück. Im September 1946 wurde er für die CDU in die Stadtverordnetenversammlung Dresden gewählt. 1947 war er für die VVN Teilnehmer des ersten Deutschen Volkskongresses. Erst 1957 trat er in den Ruhestand und überließ seinen Nachlass der  Sächsischen Landes- und Universitätsbibliothek (SLUB) in Dresden.

## Veröffentlichungen
- Karl Richard Kaiser (Karl Richard Kaiser, Gerhard Martin Kaiser, Walter Corneille Josef Kaiser als Hg.): Das schönburgisch-erzgebirgische Christ- und Weihnachtsspiel